# Le Secret (album de Lara Fabian)
Pour les articles homonymes, voir Le Secret.
Albums de Lara Fabian
Best of
(2010) Ma vie dans la tienne
(2015)
Le Secret est le onzième album de Lara Fabian sorti le 15 avril 2013 dans certains pays européens. Au Québec, sa sortie a lieu le 24 septembre 2013.
La chanteuse belge travaille avec la compositrice-interprète américaine Janey Clewer pour cet album. Elles s'étaient déjà associées pour les titres Je t'appartiens sur Pure et Bambina sur Nue.
Fin décembre 2012, elle interprète l'extrait Deux ils, Deux elles, lors d'une soirée en faveur du mariage pour tous. Le clip de la chanson est dévoilé par la chanteuse sur Youtube le 4 avril 2013. L'album est produit par son propre label 9Produtions, c'est un double album, le premier disque comporte huit chansons et le second neuf pour un total de dix-sept titres. Pour sa distribution de disques en France, Lara Fabian quitte Universal France pour rejoindre Warner Music France. 
L'album s'écoule à 18 768 exemplaires en une semaine et se classe no 1 des ventes d'albums En novembre 2013, l'album se serait vendu à plus de 67 000 exemplaires.
Le premier single promotionnel est Deux « Ils », deux « Elles ». En septembre sort le second single Danse.

## Liste des titres
| No  | Titre                        | Paroles                 | Musique                               | Durée |
| --- | ---------------------------- | ----------------------- | ------------------------------------- | ----- |
| 1.  | Le Secret                    | Lara Fabian             | Giora Linenberg                       | 5:19  |
| 2.  | Danse                        | Fabian                  | Janey Clewer                          | 5:00  |
| 3.  | Amourexique                  | Fabian                  | Clewer                                | 4:59  |
| 4.  | Un ange est tombé            | Fabian                  | Clewer, Kurt Howell, Jenifer Mc Laren | 4:15  |
| 5.  | Je t'appelle                 | Fabian                  | Clewer                                | 4:38  |
| 6.  | Mirage                       | Fabian                  | Clewer                                | 3:37  |
| 7.  | Que j'étais belle            | Fabian                  | Clewer                                | 4:55  |
| 8.  | La vie est là                | Fabian                  | Clewer                                | 4:30  |
| 9.  | Je rêve d'une étoile         | Fabian                  | Clewer                                | 3:53  |
| 10. | Kalpataru                    | Fabian                  | Clewer, Linenberg                     | 6:32  |
| 11. | Deux « Ils », deux « Elles » | Fabian, Patrice Guillou | Flavien Compagnon                     | 3:30  |
| 12. | Ce qu'il reste               | Fabian                  | Linenberg                             | 4:01  |
| 13. | P… de grand amour            | Fabian                  | Clewer                                | 4:35  |
| 14. | Il est lune                  | Fabian                  | Clewer                                | 4:01  |
| 15. | Mon désir                    | Fabian                  | Clewer                                | 4:14  |
| 16. | L'Enfant du Gwenwed          | Fabian                  | Clewer, Don Hart                      | 4:14  |
| 17. | Iam A-WA                     | Fabian                  | Clewer                                | 5:25  |

## Distribution
- France : Warner Music Group
- Suisse : Universal Music Suisse
- Belgique  Luxembourg  Pays-Bas : Universal Music Benelux
- Québec : Distribution Select

## Promotion
Le 15 avril 2013, pour le lancement de cet album, Lara Fabian propose au théâtre de Paris un concert d'une heure composé d'une douzaine de chansons de l'album Le Secret.

## Classements
| Pays                | Meilleure position | Certification |
| ------------------- | ------------------ | ------------- |
| France              | 1                  |               |
| Belgique (Wallonie) | 1                  | Or            |
| Belgique (Flandres) | 37                 |               |
| Suisse              | 16                 |               |